# Ciaran Mullooly
Ciaran Mullooly, né le 4 septembre 1966, est un homme politique irlandais indépendant qui est député européen pour la circonscription des Midlands-Nord-Ouest depuis juillet 2024.
Ancien journaliste, il travaille pour RTÉ de 1993 à 2021, où il est correspondant de RTÉ News Midlands pendant 26 ans.

## Carrière dans les médias
Mullooly commence sa carrière au Longford Leader en 1985, avant de rejoindre le journal Cavan Leader à l'âge de 20 ans. Il rejoint RTÉ en 1993 où il travaille sur Ear to the Ground et est le correspondant de RTÉ News Midlands de 1995 à 2021,,.
Après avoir pris sa retraite de RTÉ en juin 2021, il travaille au développement touristique pour le Longford County Council,,. Mullooly est un auteur publié et a écrit trois livres.
Mullooly avait été courtisé par les partis politiques d'Irlande « depuis des décennies » pour se présenter aux élections, mais il avait toujours refusé de se présenter.

## Carrière politique
En avril 2024, il annonce son intention de se présenter sous la bannière de l'Irlande indépendante aux élections du Parlement européen de 2024 pour la circonscription des Midlands–Nord-Ouest.
Mullooly est élu député européen, prenant le cinquième siège dans la circonscription des Midlands-Nord-Ouest,. Il prend ses fonctions le 17 juillet 2024, rejoignant le Parti démocrate européen et siégeant au groupe parlementaire Renew Europe.